# Kelbra
Kelbra (Kyffhäuser) (pronunciación alemana: ˈkɛlbʁaⓘ) es una ciudad rural al suroeste del distrito de Mansfeld-Südharz, en los límites de los estados de  Sajonia-Anhalt y Turingia, en el centro de Alemania.  Dicha ciudad forma parte de la Verbandsgemeinde («municipalidad colectiva») de Goldene Aue dentro del distrito Mansfeld-Südharz. Limita al sur con el distrito Kyffhäuser y al oeste con el Distrito de Nordhausen. El área administrativa de la ciudad, incluyendo  las comunidades integrados tiene un área de 40.54 km² y una altitud aproximadamente entre 150 a  300 metros sobre el nivel del mar. Su población es de 3,834 habitantes (al 31 de diciembre de 2007), con una densidad de 95 habitantes por km².
Los poblados antes independientes de Thürungen, Sittendorf y Tilleda forman parte de la ciudad de Kelbra. 

Kelbra está hermanada con la comunidad inglesa de Frampton Cotterell y la ciudad alemana de Bad Salzdetfurth.

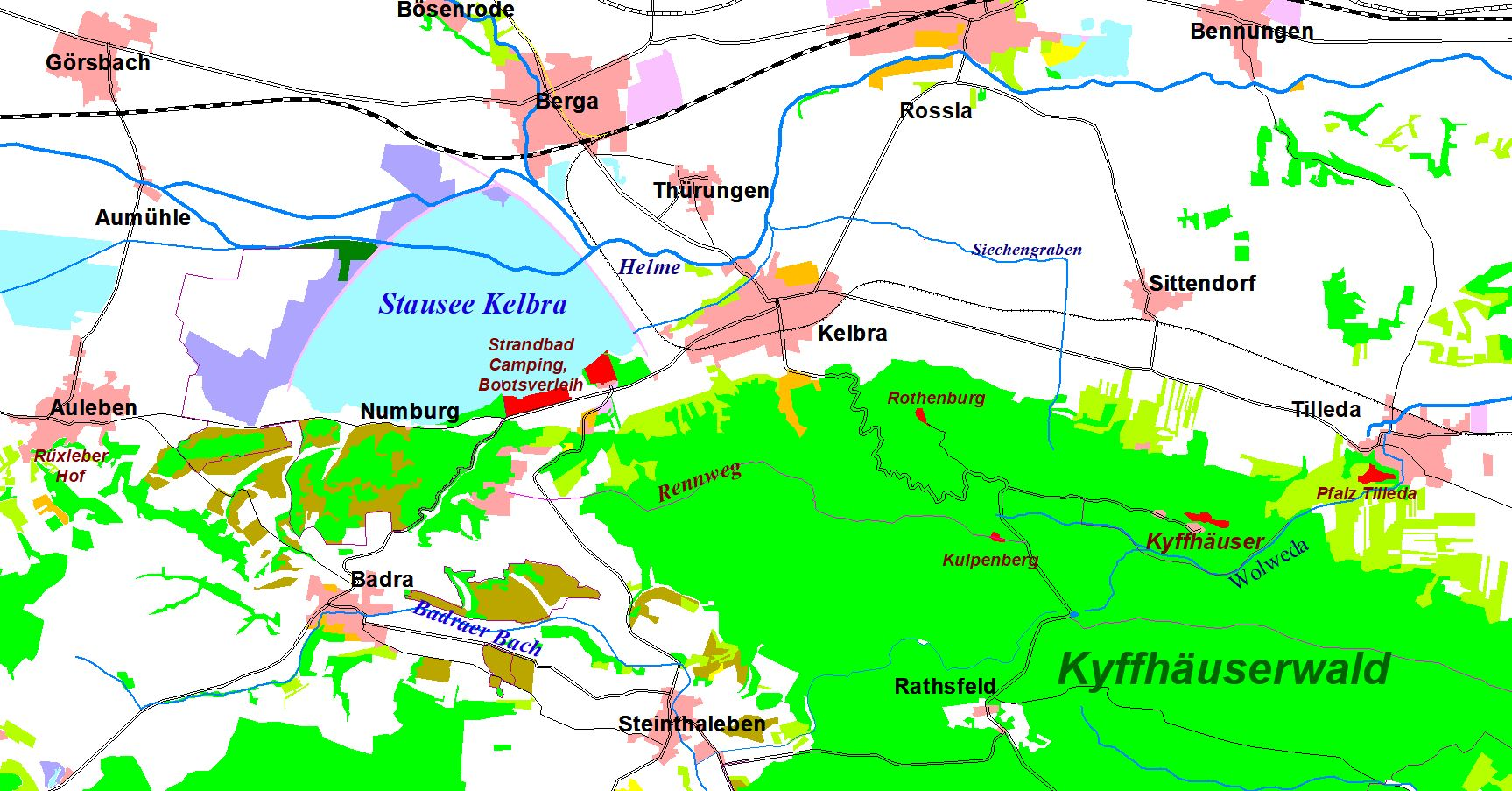

## Ubicación
Kelbra se encuentra en el centro de Alemania en la parte turingues de Sajonia-Anhalt, en sus cercanías se unen los distritos de  Mansfeld-Südharz, Kyffhäuser y  Nordhausen. 
Se ubica en el centro- sur del antiguo Helmegau, al orillas del Río Helme, el cual forma la gran llanura Goldene Aue (traducida al español "Vega Dorada", por sus suelos fértiles) la cual se al sur del macizo montañosa del Harz y al norte de los macizos  montañosas menores del Kyffhäuser (macizo montañoso) y Windleite por el sur.  Kelbra se ubica exactamente entre esta llanura (se extiende hacía el norte de la ciudad) y el sistema montañosa del Kyffhäuser (hacia el sur y sureste) y Windeite (hacía el suroeste). El Harz esta cerca, se ubica al norte al otro lado de  la llanura del Goldene Aue y es visible en días normales.  
Las coordenadas geográficas WGS84 son las siguientes (desde la torre del ayuntamiento): 51.o 26´08.62" n, 11.o 02´28.60" e; y en el  Sistema de Coordenadas Universal Transversal de Mercator son: 7500,259 N; 32U-641,883E 

### Poblados vecinos
Al norte están los poblados de Berga (Kyffhäuser) (3 km) con la estación de ferrocarril Berga - Kelbra;  y el poblado de Thürungen (1.5 km) el cual es un centro de producción de todo tipo de hortalizas ya que se encuentra en el centro de la fértil llanura de la Goldene Aue. Más al norte se encuentra la ciudad turística y original Stolberg (Harz) (18 km) con su palacio, residencia  del  Conde de Stolberg, ya dentro de las montañas del Harz. 
Al noreste a una distancia de 4 km se ubica el poblado de Rossla, 
Hacía el este se encuentran los poblados de Sittendorf y Tilleda (Kyffhäuser), ambos integrados administrativamente a la ciudad de Kelbra. En Tilleda se encuentra la medieval palatinado imperial Pfalz Tilleda, además muchas huertos frutícolas artesanales de cerezas, pero también ciruelas, manzanas, peras y otras. Encima (al sur) de ambos pueblos se ubica el enorme castillo del Reichsburg Kyffhausen con su monumento de 81 m de altura dedicado al emperador Federico I Barbarroja y un pozo de 176 m de profundidad. 
Al sureste de Kelbra se encuentra directamente sobre la ciudad el castillo Rothenburg (Kyffhäuser). Al sureste y al sur de Kelbra se extiende el macizo montañosa del Kyffhäusergebirge, un sistema montañosa con únicamente 477 m de altura máxima y alrededor de 70 km² de extensión, pero con fuertes pendientes y cubiertas por bosques densos mezclados con especies arbóreas caducifolias, como son el encino (Quercus robur y Quercus petraea), haya (Fagus sylvatica), abedul (Betula pendula y en menor extensión intercalado con coníferas perennifolias de  Pinus sylvestris, Pinus nigra,  y Picea abies, además de la conífera caducifolia Larix decidua. Directamente a pie de las montañas hay una zona de huertas frutícolas con cerezas, manzanas, peras y ciruelas, rodeando por el sur la ciudad de Kelbra. Al otro lado del sistema montañoso hacía el sureste se encuentra la ciudad de Bad Frankenhausen, antigua residencia de una línea secundaria del condado de Schwarzburgo-Rudolstadt- Frankenhausen. Es allí donde se encuentra la iglesia "Oberkirche" (Unserer Lieben Frauen vom Berge = Nuestras Queridas Señoras del Cerro) con la torre más inclinado de Alemania, con 4.6 m desvío; más inclinado que la Torre de Pisa. 
Desde la ciudad de Kelbra hacía el sur es el siguiente poblado  Steinthaleben, el cual su ubica el ladera oeste del mismo sistema montañoso y bosques del Kyffhäusergebirge y también cuenta con abundantes huertos frutícolas. 
Al suroeste de la ciudad de Kelbra  se encuentra el poblado de Badra, la cual se ubica sobre la carretera a medio camino hacia la capital distrital vecina Sondershausen con su palacio, residencia del conde de Schwarzburgo-Sondershausen.. 
Al poniente se encuentran cercanas las instalaciones de restaurantes, áreas de campar, playas textil y al desnudo, renta de lanchas para la laguna de la represa Talsperre Kelbra, la cual se extiende por aprox. 6 km² hacía el noroeste. Más al oeste se encuentra los poblados de Auleben, Hamma und Heringen (Helme). 
Hacía  el noroeste de la ciudad de Kelbra se extiende el cuerpo de agua de la laguna de la represa, siendo  Görsbach el primer poblado más adelante.

### Sistemas de transporte

##### Sistema de transporte público: Red ferroviario
Hay acceso a la red ferroviario de la Deutsche Bahn; desde la estación ferroviario Berga- Kelbra (3 km al norte de la ciudad de Kelbra), la cual se ubica sobre el km 79.25  de la línea Halle - Kassel, lo que es aproximadamente la mitad entre ambas ciudades de Halle (Saale) y Kassel y así también a la mitad entre las ciudades cercanas distritales de Nordhausen (km 97,07 de la vía, medido desde Halle) y Sangerhausen (km 59,21 de la misma vía), ambas con acceso ferroviario a la ciudad de Erfurt, desde Sangerhausen además a la ciudad de Magdeburgo; y desde Nordhausen a Northeim, Gotinga y Brunswick. Al lado de la estación ferroviario de Nordhausen se encuentra la estación "Nordhausen Nord" , desde donde sale  el tren escénico de vías angostas  Harzer Schmalspurbahnen, que atraviesa las montañas del Harz, usando regularmente locomotoras del vapor, llegando a la ciudad de Wernigerode y el cerro del Brocken (Brockenbahn). 

##### Sistema de transporte público en Autobús
Actualmente Kelbra tiene servicios regulares de autobús hacía la estación ferroviario Berga- Kelbra para tener acceso a los trenes más importantes. También hay servicios regulares a la capital distrital de Sangerhausen vía Tilleda o vía Rossla y esporádicamente también a la ciudad turística Stolberg (Harz). Durante las vacaciones de verano existen también servicios regulares a las instalaciones turísticas y balnearios de la laguna del vaso de almacenamiento (represa) Kelbra.

##### Autopista
1 km más al norte desde Berga, o 4 km al norte desde Kelbra se ubica la entrada a  la Autopista A38 Göttingen - Leipzig, teniendo acceso a la red de autopistas Alemanas. Viniendo por la autopista desde cualquier dirección es la salida número 13 (Berga) y una vez saliendo se dirige por la B-85 (Bundesstrasse 85) hacía el sur, la cual llega en 4 km directamente a la ciudad de Kelbra.  

##### Carreteras
Desde el sur (Weimar, Erfurt) por la carretera federal número B-85  ("Bier- und Burgenstraße" = avenida turística de cerveza y castillos, la cual viene desde Passau), la cual atraviesa la misma ciudad de Kelbra.  También se llega desde el sur  sobre la carretera rural sin número pasando por el poblado vecino de Steintahleben. Viniendo desde el norte, desde las montañas del Harz  vía la carretera L236 Breitenstein (Harz) - Stolberg - Berga, y desde Berga por la B-85 a Kelbra.  Si se viene desde el suroeste (Eisenach, Mühlhausen o Eschwege porvía carretera  L1040/L234 Sondershausen - Kelbra. y desde el oriente  (Sangerhausen o Artern) vía la carretera L220 Edersleben -Tilleda- Kelbra, y desde el noreste por la carretera L234 Rossla- Kelbra.

## Turismo
El turismo es una actividad muy importante en Kelbra y los alrededores, por su ubicación a orillas de la laguna de la represa Stausee Kelbra, además la montaña del Kyffhäusergebirge. No es un turismo internacional, sino un turismo local de fin de semana proveniente de las urbes cercanas, como Leipzig, Halle (Saale), Erfurt, Göttingen y Kassel, debido al paisaje, tranquilidad, naturaleza, esparcimiento y cercanía. Tiene potencial para crecer.  

### Laguna Stausee Kelbra
Desde el año 1966 se inauguró la represa (Stausee) Kelbra sobre el río Helme al principio para (1) el control de inundaciones en la parte baja de la cuenca del mismo Río Helme, lo que es la parte oriental de la densamente poblada llanura de la Goldene Aue (Vega Dorada). Allí ocurrieron históricamente frecuentes eventos de inundaciones severas, los cuales ya están resueltas, desde se construyó la represa. (2) Una parte de las reservas de agua sirven en años secos para irrigación de las parcelas agrícolas (riego de auxilio) en las cuencas bajas del río Helme y Unstrut, además para mantener el caudal ecológico mínimo.  Pero con la presa vienen ahora muchos otros beneficios no  esperados desde el principio, como son: (3) el desarrollado actividades turísticas de verano en torno al deporte acuático:  existen playas de todo tipo (textil y al desnudo), área de campar  con playa propia,  renta de lanchas, lanchas de vela y remo, talleres de reparación y construcción artesanal de lanchas, regattas de veleros, pesca deportiva, restaurantes, hoteles etc...El uso de motolanchas está prohibido, únicamente autorizado para fines de rescate.  y (4) la mayor parte del cuerpo de agua y con su área de reserva inundable se convirtió  en un área protegido internacional de la Convención Ramsar número 176 "Helmestausee Berga- Kelbra". Durante otoño y primavera llegan muchas aves migratorias allí de paso para descansar.

### Los alrededores: Kyffhäusergebirge y Goldene Aue
En las cercanías existen las cuevas turísticamente desarrolladas Heimkehle (a 9 km al norte, cerca del poblado de Uftrungen) y Barbarossahöhle (en honor al imperador Federico I Barbarroja; a  7 km al sur, cerca del poblado de Rottleben). Además de las cuevas no desarrolladas y exploradas del Numburghöhle (a 3 km al poniente en el Numburg) y los Pferdelöcher (cerca de Tilleda). Existen muchos castillos medievales, como el Rothenburg, el castillo Burg Kyffhausen con su pozo de 176 m de profundidad y del gigantesco Monumento de 81 m de altura en honor al emperador Federico I Barbarroja: Según una leyenda local esta durmiendo allí en esta montaña, esperando a despertar algún día a retomar las riendas y gobernar el Sacro Imperio Romano Germánico con justicia y bienestar. Ya se mencionó la ciudad rural Bad Frankenhausen en el sureste,  con su iglesia inclinado Oberkirche (más inclinado que la Torre de Pisa) y el monumento de los levantamientos campesinos de 1525 (Bauernkriegsdenkmal) con una pintura monumental del pintor Werner Tübke; y si se aleja unos 10 km más hacía el sureste se llega a la Thüringer Pforte, una interrupción del macizo montañoso entre Hainleite y Schmücke por la cual atraviesa el  Río Unstrut  con sus dos castillos de Sachsenburg al sur de la comunidad de Oldisleben. Al norte está la ciudad histórica Stolberg (Harz) con su palacio, residencia del Condado de Stolberg y sus casas de entramado. Al suroeste en la ciudad distrital de Sondershausen se encuentra el palacio del condado de Schwarzburgo-Sondershausen. Al noroeste' se encuentra la ciudad  distrital de Nordhausen, ciudad más importante de la región, con cruce ferroviario, su catedral y parte de su antiguo Centro histórico conservado, Y en el oriente en el poblado de Tilleda se encuentra el medieval  palatinado imperial Tilleda. Más adelante hacía el oriente se encuentra la ciudad distrital de Sangerhausen con su famoso Rosarium y la ciudad rural de Allstedt con su castillo.
Y en todas las direcciones se ubican aldeas originales, con casas antiguas de entramado de madera, iglesias pueblerinos, donde se conservan  costumbres, la buena cocina original. y se habla todavía el dialecto local; una región donde aún no han sido desarrolladas por el turismo de masas. Para llegar a todos estos pueblos se puede llegar a pie o en bicicleta. Vale la pena visitar los pueblos más cercanos: al norte:  Thürungen, Berga, Bösenrode, Uftrungen, Rosperwenda, al oriente: Sittendorf, Tilleda, Hackpfüffel, Ichstedt; al sur: Steinthaleben, Rottleben, Bendeleben, Göllingen, Seega, Günserode; al poniente: Badra, Auleben, Hamma, Heringen (Helme) y Görsbach, todos dentro de los 15 km, fácil alcanzables en bicicleta sobre caminos y carreteras rurales con poco tráfico, los más cercanos a pie.  
Al sur de la ciudad se encuentra el parque natural (Naturpark) del Kyffhäusergebirge,cubiertas con bosques mixtas templadas de hayas (Fagus sylvatica), encino (Quercus robur, Quercus petraea), abedul (Betula pendula), y algunos coníferas, como son: Picea abies, Pinus sylvestris, Pinus nigra y Larix decidua, y muchas otras; áreas para hacer caminatas. Debajo de la zona boscosa y alrededor de todas las aldeas y ciudades rurales arriba mencionadas, existen abundantes huertos frutícolas de cereza, manzana, pera y ciruela. En primavera (fines abril a principio de mayo) es tiempo de floración del cereza, tiempo para la apicultura, además tiempo para actividades turísticas, debido a los colores intensos que se presentan.  
Desde Kelbra se puede hacer viajes hacía el cercano Harz o el Eichsfeld

## Áreas naturales protegidas
En los alrededores de Kelbra existen varias áreas naturales protegidas, como el Convenio de Ramsar número 176, que incluye la laguna de la represa y el área de inundación asignado de reserva. Dicho área existe desde el año 1978. También en la parte cerril existen áreas naturales protegidas más antiguas aun; que han sido recientemente compactados y ampliados en un área del tipo Red Natura 2000 "Kyffhäuser-Badraer Schweiz- Solwiesen" (BfN ID 4632-302, WDPA- ID 555519959, DE-4632302 ) con 33.28 km²  https://www.protectedplanet.net/555519959. Allí se unen la empinada parte norte del sistema montañoso del Kyffhäusergebirge de arenisca roja, la parte sur y poniente cubierta por roca de caliza y yeso con sus ecosistemas característicos específicos, la llanura del Goldene Aue y las praderas con halófitas  erca de los manantiales salinas de Numburg y de la Taternlinde de Auleben; sobreponiendose en parte al sitio Ramsar de la laguna y humedal anexo, ya dentro de la llanura. 

## Otras actividades económicas
Desde tiempos inmemoriales existen las actividades primarias de la agricultura y las actividades de aprovechamiento y conservación forestal incluyendo del manejo de la fauna silvestre, especialmente en los bosques del Kyffhäusergebirge., hasta la fecha . La producción de botones en forma artesanal y con el tiempo hasta industrial se ha establecido en Kelbra y en el vecino Bad Frankenhausen, desde varios siglos,  pero ha desaparecido en los años después de 1990, con el cierre de la fábrica industrial del VEB Knopffabrik Kelbra.  En Kelbra existía también una larga tradición de la producción de cerveza, en forma artesanal desde tiempos medievales; y desde la mitad  del siglo XIX en forma industrial. Todavía existe la gran chimenea de 1869 como testigo cuando hubo aquí un centro de producción cervecera a nivel regional. La última cerveza se produjo en 1926, cuando la cervecería cayo en insolvencia, debido a la fuerte crisis económica generalizado de los años siguientes  a la Primera Guerra Mundial. En los años de la República Democrática Alemana se estableció aquí una Fábrica (VEB Feingerätebau Kelbra), donde había producción de inyectores para motores Diesel. También está fábrica desapareció poco después de 1990.

## Historia
Kelbra pertenecía al la antigua comarca medieval turinguense Helmegau, el cual coincide en aproximadamente 70 % de la cuenca del Río Helme. Entre los años 1101 a 1223 el poblado de Kelbra fue gobernado por los condes del Rothenburg, los cuales se extinguieron después en la línea masculina. Desde 1223 -1348 fue gobernado por los condes de Beichlingen.  Ambos (Rothenburg y Beichlingen) tenían su residencia  en el castillo del Rothenburg,  ubicado directamente encima de la ciudad. Entre 1348 a 1413  formó parte del condado de los Hohnstein, convirtiéndose Kelbra en ciudad residencial de la línea Hohnstein-Kelbra, ya residían en el palacio de la ciudad. Entre 1413 a 1815 la ciudad fue controlado por la Casa de Wettin, los cuales entregaron a la ciudad y al "Amt" Kelbra como feudo compartido por los Condados de Stolberg y Schwarzburg, los cuales ejercían el control directo hasta el año 1814. Los últimos años de esta época (entre 1806 al 1814) el control supremo fue ejercido por Napoleón Bonaparte a través del Rheinbund, del cual estos estados pequeños tenían que alinearse, si querían seguir existiendo. A partir de 1815 a través del Congreso de Viena la ciudad Kelbra fue definitivamente asignado e invadido por Prusia e integrado a la prusiana Provincia de Sajonia como otras tierras antiguas thuringueses y sajones, "castigando" a los condes locales por su colaboración temporal con Napoleón como pretexto.. El condado de Stolberg dejó de existir, fue adsorbido por completo, sin embargo, el vecino condado de Schwarzburgo-Rudolstadt fue reducido, recibiendo una indemnización por sus pérdidas de territorio, pero seguía existiendo hasta 1919. En 1871 el rey de Prussia Guillermo I se declaró Emperador de todo Alemania (sin Austria). En la Primera Guerra Mundial (1914-1918) fallecieron 121 hombres de Kelbra, para la Segunda Guerra Mundial (1939-45) la cantidad de fallecidos es desconocido, pero es mucho mayor.  El 12 de abril de 1945 entró el Ejército de los Estados Unidos a la ciudad y al principio de julio del mismo año fue entregado al Ejército Rojo de la Unión Soviético junto con toda Alemania Central, en intercambio por Berlín Occidental. Hasta este momento todo Berlín fue controlado por los soviéticos, por dicho intercambio paso la parte occidental de esta ciudad al control de los Aliados occidentales. La región de Turingia y la Sajonia occidental pasaron a partir de este momento ser parte de la Zona de ocupación soviética debido a estos intercambios. En 1949 toda la Alemania bajo control soviético se convirtió en la República Democrática Alemana (DDR), siguiendo "de hecho" ser una "zona de ocupación soviético" hasta su desaparición 1990. En 1952 dentro de la DDR hubo una reforma territorial, donde Kelbra con las comunidades hacia el norte y este paso ser parte del distrito de Sangerhausen, los poblados de los alrededores por el oeste a los distritos de Nordhausen y Sondershausen, y al sur y sureste al recién creado distrito Artern.   
En 1990 se reunificaron los dos estados alemanes surgidos de las zonas de ocupación después de la Segunda Guerra Mundial, formando un Estado Federado dentro de la Unión Europea. Los vecinos distritos Nordhausen y Sondershausen fueron asignados al Estado de Turingia. El distrito Sangerhausen y el vecino distrito Artern fueron al principio considerados para un plebiscito, si se iban a ser parte de los estados de Sajonia-Anhalt o Turingia. El distrito de Artern adelantó su plebiscito con la primera elección democrática del distrito el 6 de mayo de este año, con el resultado de 88 % en favor a Turingia, así pudo formar parte de este estado, ya que coincide con la etnicidad, cultura e idioma. Después de las elecciones de distritos ya no se consideraba ningún plebiscito, debido a la falta de tiempo y la necesidad de acelerar el proceso de la Reunificación de Alemania, ya que Mikhail Gorbachov, entonces jefe de la Unión Sovietico podía en cualquier momento haber sido derrocado, y la oportunidad única de reunificación se habría arruinado. Así Sangerhausen perdió su oportunidad del plebiscito y fue asignado a Sajonia-Anhalt, aunque la probabilidad de resultados hubieran sido similares que en el vecino Artern. 
Así en el distrito vecino Sangerhausen ya no hubo plebiscito autorizado, aunque si hubo interés y deseo por parte de la población, de todos modos ya no hubiera sido considerado por las autoridades, que formularon la ley Ländereinführungsgesetz.  La reunificación Alemana tenía que ocurrir rápido, ya que estos momentos excepcionales había que aprovechar. No hubo tiempo ni para reflexionar. Si lo hubieron considerado estos deseos populares en este momento no tan importantes sobre límites internas - y autorizado allí un referendo popular, muy probablemente todo el distrito de Sangerhausen sería parte de Turingia también, ya que se trata de la misma región, con la misma cultura, historia e idioma (dialecto). Ahora forma parte de una región turinguense en el sur del Estado de Sajonia Anhalt.